# Hugh Chisholm
Hugh Chisholm (Londres, 22 de febrer de 1866 - Londres, 29 de setembre de 1924) va ser un periodista britànic i editor de la 10a, 11a i 12a edició de l'Encyclopædia Britannica.
Va néixer a Londres, fill d'Henry Williams Chisholm (1809-1901), Warden of the Standards (Guardià de les Normes) de la Cambra de Comerç. Hugh Chisholm va ser educat en la Felsted School i en la Christ Church, Oxford. Es va graduar en l'última el 1888 amb first class en Literae Humaniores. Va ser cridat al Middle Temple el 1892.
Chisholm va treballar per al The St James's Gazette com assistent d'editor a partir de 1892, i va ser nomenat editor el 1897. Durant aquests anys també va contribuir amb nombrosos articles sobre temes polítics, econòmics i literaris en les revistes setmanals i revistes mensuals, arribant a ser conegut com a crític literari i publicista conservador.
El 1899 es va traslladar al The Standard com a cap dels escriptors.
El 1900 es va traslladar al The Times com a coeditor amb Sir Donald Mackenzie Wallace i el president Arthur Twining Hadley, de la Universitat Yale, per a preparar els onze volums que formaven la 10a edició de l'Enciclopèdia Britànica. El 1903, es va convertir en editor en cap de l'11a edició, que es va completar sota la seva direcció el 1910, i publicada en el seu conjunt per la Cambridge University Press, en 29 volums, el 1911. Posteriorment va planejar i editar el Britannica Year-Book (1913). El 1913, després del seu retorn d'Amèrica, va supervisar la impressió de la Britannica Year-Book, i va ser nomenat editor de dia. L'agost de 1913 va ser nomenat director de l'empresa. Va ser redactor financer durant la Primera Guerra Mundial, renunciant el 1920 quan es va embarcar en la direcció editorial dels tres volums que formaven la 12a edició de l'Enciclopèdia Britànica, publicada el 1922.
La matemàtica Grace Chisholm era la seva germana.